# Liste der Baudenkmäler in Kammerstein
Auf dieser Seite sind die Baudenkmäler in der mittelfränkischen Gemeinde Kammerstein zusammengestellt. Diese Tabelle ist eine Teilliste der Liste der Baudenkmäler in Bayern. Grundlage ist die Bayerische Denkmalliste, die auf Basis des Bayerischen Denkmalschutzgesetzes vom 1. Oktober 1973 erstmals erstellt wurde und seither durch das Bayerische Landesamt für Denkmalpflege geführt wird. Die folgenden Angaben ersetzen nicht die rechtsverbindliche Auskunft der Denkmalschutzbehörde.

## Baudenkmäler nach Gemeindeteilen

### Kammerstein
| Lage                      | Objekt                                        | Beschreibung | Akten-Nr.             | Bild           |
| ------------------------- | --------------------------------------------- | --- | --------------------- | -------------- |
| Am Schulbuck 1 (Standort) | Ehemaliges Pfarrhaus                          | Zweigeschossiger Sandsteinquaderbau mit Walmdach, 1821, modern umgebaut                                                                               | D-5-76-128-1 Wikidata | BW             |
| Am Schulbuck 6 (Standort) | Schulhaus                                     | Zweigeschossiger Sandsteinquaderbau mit Walmdach, 1836, 1881 umgebaut                                                                                 | D-5-76-128-2 Wikidata | BW             |
| Dorfstraße 9 (Standort)   | Bauernhaus                                    | Erdgeschossiger Sandsteinquaderbau mit Steilgiebel, rückwärts Fachwerk, um Mitte 19. Jahrhundert                                                      | D-5-76-128-3 Wikidata | BW             |
| Dorfstraße 21 (Standort)  | Gasthaus                                      | Satteldachbau, Obergeschoss und Giebel Fachwerk, 18. Jahrhundert                                                                                      | D-5-76-128-4 Wikidata | weitere Bilder |
| Kirchenweg 5 (Standort)   | Evangelisch-lutherische Pfarrkirche St. Georg | Im Markgrafenstil 1749 nach Entwurf von Johann David Steingruber errichtet; mit Ausstattung Friedhof, alter Teil, ummauerte Anlage, bezeichnet „1687“ | D-5-76-128-5 Wikidata | weitere Bilder |

### Barthelmesaurach
| Lage                            | Objekt                                               | Beschreibung | Akten-Nr.              | Bild                   |
| ------------------------------- | ---------------------------------------------------- | --- | ---------------------- | ---------------------- |
| Nördlinger Straße (Standort)    | Brücke über die Aurach                               | 1749 | D-5-76-128-11 Wikidata | Brücke über die Aurach |
| Nördlinger Straße 7 (Standort)  | Hopfenbauernhaus                                     | Zweigeschossiger traufseitiger Sandsteinquaderbau mit geschossgliedernden Profilen, Satteldach mit Trockenluken, Ende 19. Jahrhundert | D-5-76-128-6 Wikidata  | BW                     |
| Nördlinger Straße 11 (Standort) | Pfarrhaus                                            | Zweigeschossiger Walmdachbau, Obergeschoss Fachwerk, 18. Jahrhundert                                                                  | D-5-76-128-8 Wikidata  | BW                     |
| Nördlinger Straße 14 (Standort) | Gasthaus Gundel                                      | Zweigeschossiger traufseitiger Sandsteinquaderbau mit geschossgliedernden Profilen, bezeichnet „1896“                                 | D-5-76-128-9 Wikidata  | BW                     |
| Nördlinger Straße 15 (Standort) | Brauhaus                                             | Satteldachbau über hohem Kellergeschoss, Sandsteinquader, Obergeschoss verputztes Fachwerk, bezeichnet „1849“                         | D-5-76-128-7 Wikidata  | BW                     |
| Nördlinger Straße 16 (Standort) | Evangelisch-lutherische Pfarrkirche St. Bartholomäus | Chorturmanlage des späten 14. Jahrhunderts, Langhaus 1804; mit Ausstattung; Friedhof                                                  | D-5-76-128-10 Wikidata | weitere Bilder         |

### Günzersreuth
| Lage                       | Objekt                      | Beschreibung                                                                                     | Akten-Nr.              | Bild |
| -------------------------- | --------------------------- | ------------------------------------------------------------------------------------------------ | ---------------------- | ---- |
| Günzersreuth 2 (Standort)  | Backofen                    | Wohl 19. Jahrhundert                                                                             | D-5-76-128-12 Wikidata | BW   |
| Günzersreuth 5 (Standort)  | Zweigeschossiges Bauernhaus | Sandsteinquaderbau, bezeichnet „1857“ Scheune, Sandsteinquader und Fachwerk, 18./19. Jahrhundert | D-5-76-128-13 Wikidata | BW   |
| Günzersreuth 35 (Standort) | Zugehörige Scheune          | Sandsteinquaderbau mit Satteldach und Eckkapitellen, bezeichnet „1856“                           | D-5-76-128-29 Wikidata | BW   |

### Haag
| Lage                             | Objekt          | Beschreibung                                                           | Akten-Nr.              | Bild |
| -------------------------------- | --------------- | ---------------------------------------------------------------------- | ---------------------- | ---- |
| Austraße 19 (Standort)           | Fachwerkscheune | 18. Jahrhundert                                                        | D-5-76-128-14 Wikidata | BW   |
| Austraße 20 (Standort)           | Kleinbauernhof  | Erdgeschossiges Wohnstallhaus und Fachwerkscheune, 17./18. Jahrhundert | D-5-76-128-15 Wikidata | BW   |
| Schwabacher Straße 30 (Standort) | Gasthaus        | Zweigeschossiger Sandsteinquaderbau mit Walmdach, 18. Jahrhundert      | D-5-76-128-16 Wikidata | BW   |

### Hasenmühle
| Lage                                | Objekt     | Beschreibung | Akten-Nr.              | Bild |
| ----------------------------------- | ---------- | --- | ---------------------- | ---- |
| An der Hasenmühle 1, 1 c (Standort) | Hasenmühle | Erdgeschossiger Steilgiebelbau, Sandsteinquader und Fachwerk verputzt, im Nordgiebel Fachwerk freiliegend, 18. Jahrhundert Scheune, Sandsteinquader und Fachwerk, 18./19. Jahrhundert | D-5-76-128-17 Wikidata | BW   |

### Mildach
| Lage                 | Objekt          | Beschreibung        | Akten-Nr.              | Bild |
| -------------------- | --------------- | ------------------- | ---------------------- | ---- |
| Mildach 8 (Standort) | Fachwerkscheune | 18./19. Jahrhundert | D-5-76-128-18 Wikidata | BW   |

### Oberreichenbach
| Lage                     | Objekt                      | Beschreibung | Akten-Nr.              | Bild |
| ------------------------ | --------------------------- | --- | ---------------------- | ---- |
| Albrechtstraße 10, 11 () | Bauernhof                   | Massives Wohnstallhaus, bezeichnet „1872“; Mit Austragshaus, Backofen und Fachwerkscheune                                                               | D-5-76-128-28 Wikidata |      |
| Friedrichstraße ()       | Sogenannte Friedrichsquelle | Quellfassung von 1715 mit Stollengängen des 18. und 19. Jahrhunderts, davon der südliche Zugang mit Sandsteinportal, am Rundbogen bezeichnet mit "1888" | D-5-76-128-34          |      |

### Poppenreuth
| Lage                     | Objekt     | Beschreibung                                                                   | Akten-Nr.              | Bild       |
| ------------------------ | ---------- | ------------------------------------------------------------------------------ | ---------------------- | ---------- |
| Poppenreuth 6 (Standort) | Bauernhaus | Erdgeschossiger Wohnstallbau mit Fachwerkgiebel, zweite Hälfte 17. Jahrhundert | D-5-76-128-19 Wikidata | Bauernhaus |

### Rudelsdorf
| Lage                             | Objekt     | Beschreibung                                                                                           | Akten-Nr.              | Bild |
| -------------------------------- | ---------- | --- | ---------------------- | ---- |
| Fichtenweg 10 (Standort)         | Bauernhaus | Erdgeschossiger Sandsteinquaderbau mit Fachwerkgiebel, erste Hälfte 19. Jahrhundert Wirtschaftsgebäude | D-5-76-128-20 Wikidata | BW   |
| Heilsbronner Straße 7 (Standort) | Bauernhaus | Satteldach, Obergeschoss und Giebel spätes 18. Jahrhundert                                             | D-5-76-128-21 Wikidata | BW   |

### Volkersgau
| Lage                            | Objekt                            | Beschreibung | Akten-Nr.              | Bild           |
| ------------------------------- | --------------------------------- | --- | ---------------------- | -------------- |
| Am Brühl (bei Nr. 1) (Standort) | Steinkreuz                        | Sandstein, spätmittelalterlich | D-5-76-128-27 Wikidata | weitere Bilder |
| Flurstraße 3 (Standort)         | Hierzu Scheune mit Fachwerkgiebel | Scheune, erdgeschossiger, traufseitiger und teils verputzter Sandsteinquader- und Fachwerkbau mit Satteldach, 17./18. Jh., Erweiterung bez. 1861. | D-5-76-128-22 Wikidata | BW             |
| Lindenstraße 1 (Standort)       | Ehem. Bauernhaus                  | Ehem. Bauernhaus, Wohnstallhaus, eingeschossiger, verputzter Sandsteinbau mit Satteldach und Zwerchhaus, rückwärtig Fachwerkgiebel, um 1800. | D-5-76-128-31          | BW             |
| Lindenstraße 4 (Standort)       | Bauernhaus                        | Wohnstallhaus, erdgeschossiger, giebelständiger Sandsteinquaderbau mit Steilsatteldach, 1. Viertel 19. Jh.; Scheune, traufseitiger Fachwerkbau mit Satteldach, 18./frühes 19. Jh.                                                                    | D-5-76-128-23 Wikidata | BW             |
| Lindenstraße 5 (Standort)       | Bauernhaus                        | Wohnstallhaus, erdgeschossiger, giebelständiger und verputzter Sandsteinquaderbau mit Schopfwalmdach und verputztem Fachwerkgiebel, dendro.dat. 1738/39.                                                                                             | D-5-76-128-24 Wikidata | BW             |
| Lindenstraße 8 (Standort)       | Bauernhaus                        | Bauernhaus, zweigeschossiger, verputzter Sandsteinquaderbau mit Satteldach, 2. Hälfte 19. Jh.; Backofen, kleiner, verputzter Massivbau mit Satteldach, gleichzeitig; Scheune, traufseitiger, verputzter Massivbau mit Steilsatteldach, gleichzeitig. | D-5-76-128-26 Wikidata | BW             |